# Sorosilicato
Los sorosilicatos son una división de minerales de la clase silicatos compuestos por átomos de silicio y oxígeno unidos por enlace covalente, con uniones iónicas con cationes muy diversos, produciendo los distintos minerales que componen esta familia.
Algunos ejemplos de sorosilicato son: hemimorfita, epidota, zoisita o tanzanita.

## Estructura molecular
Los sorosilicatos corresponden a la unión de un átomo de silicio con cuatro átomos de oxígeno, conformando un tetraedro, y uno de los oxígenos unido covalentemente a otro silicio con sus correspondientes tres oxígenos, en forma de dos tetraedros unidos por un vértice y con fórmula [Si2O7]6−, el cual puede tener enlaces iónicos con metales como por ejemplo sodio, calcio, hierro, aluminio, potasio, magnesio, etc.

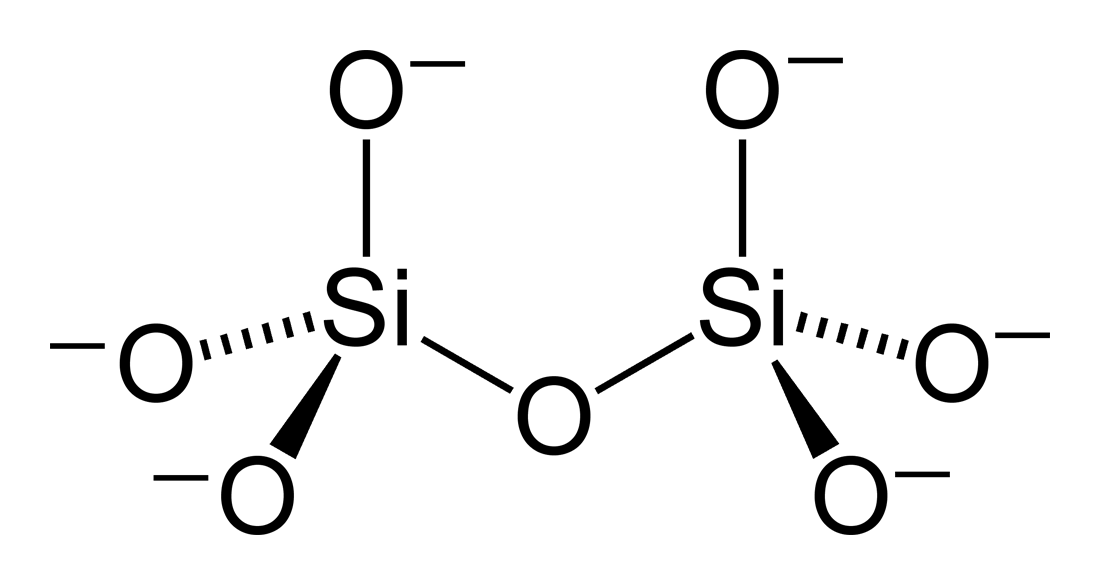
Fórmula estructural
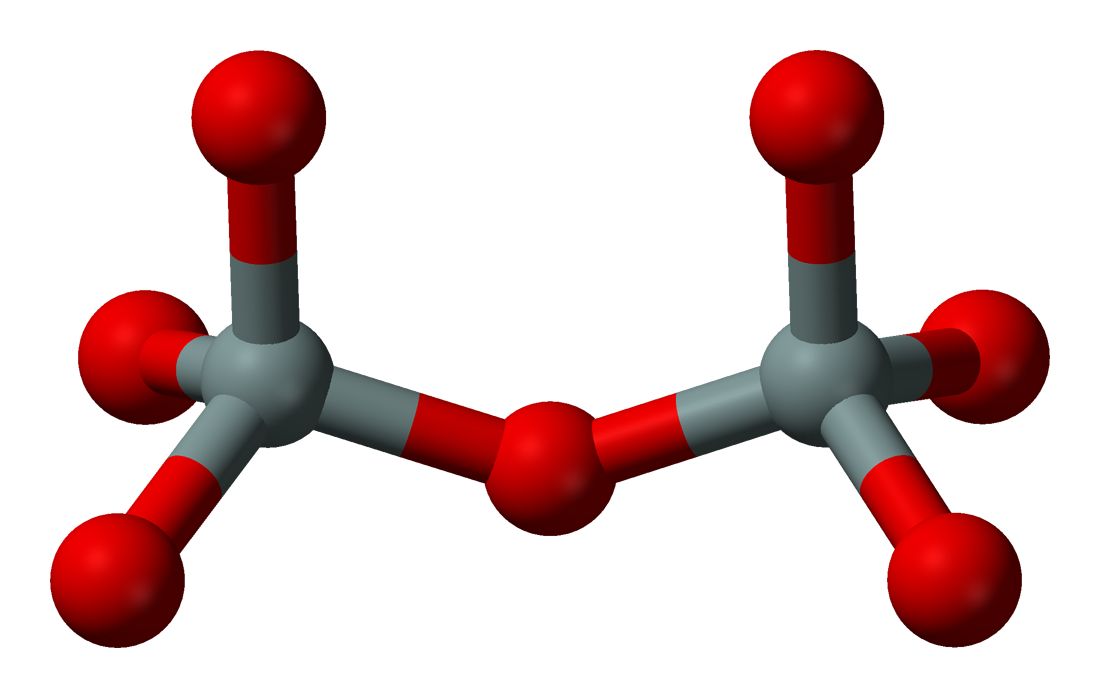
Modelo de bolas y barras
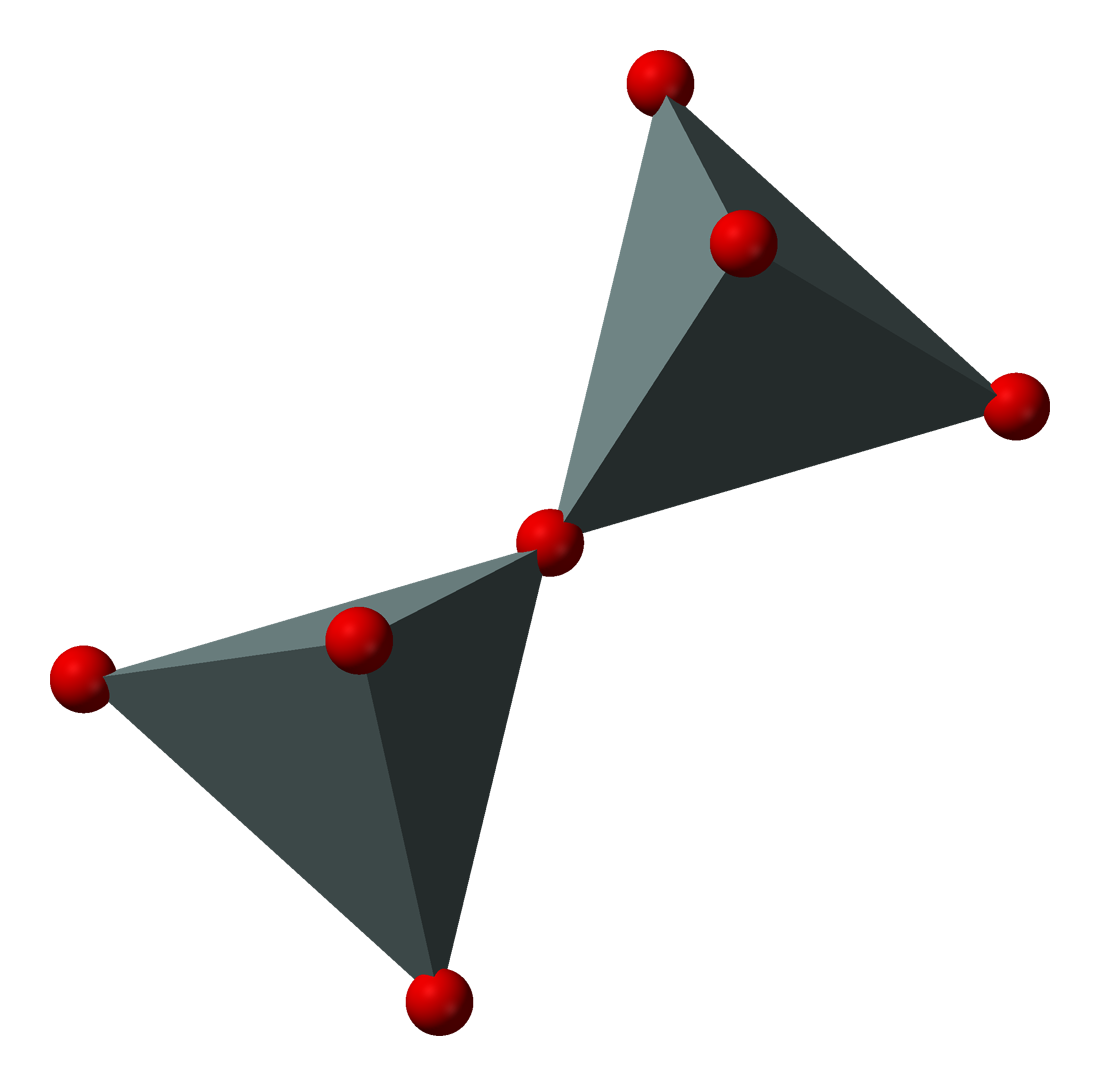
Modelo poliédrico

Los tetraedros unidos por el vértice de Si207 permanecen unidos entre sí con enlaces iónicos por medio de cationes intersticiales cuyos tamaños relativos y cargas determinan las estructuras de los compuestos.

## Minerales
| Mineral         | Fórmula                                         |
| --------------- | ----------------------------------------------- |
| Thortveitita    | (Sc,Y)(Si2O7)                                   |
| Hemimorfita     | Zn4(Si2O7)(OH)2·H2O                             |
| Lawsonita       | CaAl2(Si2O7)(OH)2·H2O                           |
| Axinita         | (Ca,Fe,Mn)3Al2(BO3)(Si4O12)(OH)                 |
| Ilvaíta         | CaFeII2FeIIIO(Si2O7)(OH)                        |
| Grupo Epidota   | tiene ambos grupos (SiO4)4− y (Si2O7)6−         |
| Epidota         | Ca2(Al,Fe)3O(SiO4)(Si2O7)(OH)                   |
| Zoisita         | Ca2Al3O(SiO4)(Si2O7)(OH)                        |
| Tanzanita       | Ca2Al3O(SiO4)(Si2O7)(OH)                        |
| Clinozoisita    | Ca2Al3O(SiO4)(Si2O7)(OH)                        |
| Allanita        | Ca(Ce,La,Y,Ca)Al2(FeII,FeIII)O(SiO4)(Si2O7)(OH) |
| Dollaseita-(Ce) | CaCeMg2AlSi3O11F(OH)                            |
| Vesuvianita     | Ca10(Mg,Fe)2Al4(SiO4)5(Si2O7)2(OH)4             |

## Clasificación de Strunz
Según la 10.ª edición de la clasificación de Strunz, los silicatos se encuadran en la "clase 09" y los sorosilicatos constituyen dentro de ella la "división 09.B", con las siguientes diez familias:
- 9.BA Grupos Si2O7, sin aniones no tetraédricos; cationes en coordinación [4] tetraédrica
- 9.BB Grupos Si2O7, sin aniones no tetraédricos; cationes en coordinación [4] y mayor tetraédrica
- 9.BC Grupos Si2O7, sin aniones no tetraédricos; cationes en coordinación [6] y mayor octaédrica
- 9.BD Grupos Si2O7, con aniones adicionales; cationes en coordinación [4] y mayor tetraédrica
- 9.BE Grupos Si2O7, con aniones adicionales; cationes en coordinación [6] y mayor octaédrica
- 9.BF Sorosilicatos con grupos mixtos SiO4 y Si2O7; cationes en coordinación [4] y mayor tetraédrica
- 9.BG Sorosilicatos con grupos mixtos SiO4 y Si2O7; cationes en coordinación [6] y mayor octaédrica
- 9.BH Sorosilicatos con aniones Si3O10, Si4O11, etc.; ones en coordinación [4] y mayor tetraédrica
- 9.BJ Sorosilicatos con aniones Si3O10, Si4O11, etc.; cationes en coordinación [6] y mayor octaédrica
- 9.BK Sorosilicatos no clasificados